# Сибереж
Сибереж (укр. Сибереж) — село в Репкинском районе Черниговской области Украины. Население 566 человек. Занимает площадь 1,05 км².
Код КОАТУУ: 7424488601. Почтовый индекс: 15074. Телефонный код: +380 4641.

## История
В селе Сибереж была Николаевская церковь (в 1740 году — священник Василий Космич Кричевский). С 1861 года в составе Холявинской волости Черниговского уезда.

## Власть
Орган местного самоуправления — Сибережский сельский совет. Почтовый адрес: 15074, Черниговская обл., Репкинский р-н, с. Сибереж, ул. Победы, 15. Тел.: +380 (4641) 4-67-23; факс: 4-67-23.

## Известные жители и уроженцы
- Левчик, Валентина Николаевна (1924 — ?) — Герой Социалистического Труда.